# Elevråd
Elevråd er en fællesbetegnelse for elevernes repræsentative faglige sammenslutninger på den enkelte uddannelsesinstitution.

## Etymologi og anvendelse
Før 1948: Elevraad (sandsynligvis oprindeligt fra tysk: Schülerrat). Optræder også i varianten kursistråd.
Ordet Elevraad blev første gang optaget i et dansk leksikon i 1934 nemlig "Illustreret Dansk Konversations Leksikon" udgivet af Berlingske Forlag. Derimod optræder opslaget Elevraad ikke i Ordbog over det danske Sprog førend det supplementsbind, der udkom i 1997. I danske skoleblade kan brugen af ordet spores tilbage til 1909, mens det i danske aviser første gang optræder i 1913 og første gang Elevraad optræder i litteraturen, menes at være i Torry Gredsteds "Eventyrblod" fra 1920.
Andre betegnelser er dog også gennem tiden blevet anvendt mere eller mindre synonymt med det, der ellers vanligvis betegnes som elevråd. F.eks. kan man se betegnelser som elevforsamling, elevbestyrelse m.fl. anvendt på denne vis.

## Elevrådenes formål og virke
I dag benyttes betegnelsen "elevråd" i Danmark primært i forbindelse med institutioner repræsenterende grundskolen og ungdomsuddannelserne (folkeskoler samt øvrige grundskoler, gymnasier, HF, studenterkurser, handelsskoler og tekniske skoler), men tidligere anvendtes termen elevråd/Elevraad også om elevernes / de studerendes repræsentative sammenslutninger på (højere) læreanstalter, seminarier, højskoler & folkehøjskoler og lignende.
Elevrådene eksisterer med henblik på at repræsentere elevernes holdninger i skolebestyrelsen og overfor skolernes ledelse og dermed sørge for, at elevernes interesser bliver varetaget. Derudover er elevrådenes rolle at være med til at styrke den demokratiske dannelse af eleverne. Elevrådsarbejdet er i mange tilfælde første gang, at eleverne stifter praktisk bekendtskab med demokrati, og dermed giver det et indblik i, hvordan holdninger fremføres under demokratisk forhold; gennem debat, argumentation, kompromis osv. Endelig kan elevrådene være initiativtagere til eller igangsættere af forskellige aktiviteter eller projekter på skolen til glæde for eleverne og til gavn for den fælles trivsel på skolen.

## Elevrådets historiske udvikling i Danmark
Elevråd blev første gang oprettet i Danmark i 1909 på (Gl.) Hellerup Gymnasium på foranledning af den samme år nytiltrådte bestyrer Hans Hartvig Møller. Det første elevrådsvalg i Danmark afvikledes på skolen d. 6. november dette år, og d. 9. november afholdtes det første elevrådsmøde. Det første elevråd bestod af fem personer med repræsentanter fra klasserne fra III. Mellem og indtil 3. G.
I 1917 oprettedes der et elevråd på Den Kgl. Veterinær- og Landbohøjskole.
I slutningen af 1920'erne og begyndelsen af 1930'erne forsøgte Dansk Gymnasiastforbund (DGF) periodevis at agitere for dannelsen af elevråd på landets gymnasier. Det ser dog ikke ud til, at denne agitation gav nævneværdige resultater (de elevråd, der trods alt fremkom i 1930'erne, blev næppe etableret med baggrund i DGFs agitation).
På de danske folkehøjskoler derimod, var der allerede til og med 1930 flere eksempler på, at der var blevet oprettet elevråd for eleverne.
Hvad angår elevrådsarbejde i grundskolen (på skoler uden gymnasieoverbygning), så blev dette ikke egentlig udbredt før i 1960'erne, men hvornår præcis det første elevråd på skoler af denne type blev dannet, er det mere vanskeligt at udtale sig om med bestemthed. I hvert fald kan man allerede i 1934 se, at Hørby Skole havde fået et elevråd, eller en elevbestyrelse, som det kaldtes dér. Efter 2. verdenskrig 
kunne det se ud som om, at skoleåret 1947/1948 tegner sig for de første etableringer af nye efterkrigstids elevråd på egentlige grundskoler. Skolebestyrer Bernhard Hjerrild udvirkede, at der i dette skoleår oprettedes et elevråd på Maribo Private Realskole, og også på Gunnar Jørgensens Skole i Hellerup (børne-, mellem- og realskole) blev der etableret et elevråd dette skoleår. Dette elevråd bestod af ca. 30 klasserepræsentanter, der mødtes én gang om måneden.
Elevråd i børneskolen var dog endnu i sin vorden sidst i 1940'erne og først i 1950'erne. Til gengæld gjorde man i samme periode en del steder forsøg med klasseråd. 
En væsentlig del af de allertidligste elevråd på grundskoler i Danmark blev altså etableret på privat- eller forsøgsskoler, men i midten af 1950'erne begynder man at se eksempler på, at elevråd blev etableret på almindelige kommuneskoler i de større byer, som f.eks. Grundtvigskolen i København. Fra 1962 og frem begyndte Skoleavisen, en avis/skoleblad skrevet af elever, der udkom samtidig på adskillige skoler, at agitere for dannelse af elevråd på skolerne og samtidig levere vigtig vidensdeling for de eksisterende elevråd.
Gymnasieeleverne forsøgte flere gange i løbet af 1940'erne og 1950'erne at udbrede elevrådstanken på flest mulig gymnasier, men først op gennem 1960'erne oplevede elevråd en egentlig udbredelse på såvel folkeskoler og grundskoler som på gymnasieskoler og andre uddannelsestrin. Denne tendens førte til dannelsen af en række elevorganisationer i samme periode og i modsætning til forsøgene med elevorganisationer fra de foregående årtier, så fik det organisationsarbejde, der blev grundlagt i 1960'erne, en mere blivende varighed.

## Lovgivning om elevråd
Det er fastsat i elevrådsbekendtgørelserne, at alle elever i Danmark har ret til at danne elevråd på deres uddannelsesinstitution, og det er også disse, der fastsætter en lang række andre rettigheder for elevrådene, blandt andet kontorfaciliteter. Der findes to bekendtgørelser, en for gymnasier, voksen- eller erhversuddannelser samt private gymnasieskoler, studenterkurser og højere forberedelseseksamener, og en anden bekendtgørelse for folkeskoler .
Elevråd har repræsentanter i skolernes bestyrelser, og på alle offentlige gymnasier og erhvervsskoler har elevrådene ret til at indstille en repræsentant med stemmeret til bestyrelsen. Denne person skal være myndig.
For privatskolernes vedkommende har der indtil 2014 i al væsentlighed ikke fandtes nogle fælles bestemmelser eller regler om elevrådsarbejde. Dette betyder dog ikke, at elevrådsarbejdet i privatskolerne er en sjældenhed eller af mindre vigtighed end det tilsvarende arbejde i folkeskolerne og faktisk blev den første egentlige elevrådsvejledning her til lands udarbejdet af Danmarks Realskoleforening. Elevernes rettigheder på privatskoler m.v. bliver dog fra 2014 styrket. Med lovforslag fra undervisningsministeren fremsat d. 12. december 2013, bliver der med forventet ikrafttræden pr. 1. august 2014 givet eleverne på de frie grundskoler m.v. ret til "efter egen bestemmelse at danne elevråd eller på anden demokratisk måde varetage deres fælles interesser vedrørende skolen". Det fremgår endvidere af lovforslagets bemærkninger, at "Danske Skoleelever har over for ministeriet påpeget det principielt problematiske i, at elever på frie skoler ikke har en lovfæstet ret til at danne elevråd, og har anbefalet, at en sådan ret etableres."

## Elevrådenes struktur
Indtil midten af 1940'erne blev en del elevråd valgt direkte ved listevalg; den liste, der vandt valget, fungerede således som elevråd frem til valget året efter, men efter 2. verdenskrig, er det efterhånden blevet mest almindeligt, at et elevråd består af et antal repræsentanter (1-3) fra hver klasse, som er ansvarlige for at bringe problemstillinger fra klassen med til elevrådet og også bringe diskussioner og beslutninger fra elevrådet tilbage i klassen. Typisk har elevrådet ved folkeskolerne tilknyttet en kontaktlærer fra skolens side, som hjælper med den praktiske organisering af arbejdet. Denne struktur er dog bestemt af elevrådene selv og kan derfor variere fra skole til skole.
Nogle elevråd kan, såfremt gældende regler er i spil (oftest det "store" elevråd), vælge formand, næstformand og sekretær (Kasserer ses ikke så tit i folkeskolen). Disse er "hoved"-ansvarlige for elevrådets ledelse, og er dem der er i dialog med skolens ledelse, det er oftest også dem som er i elevernes repræsentant i skolebestyrelsen (jf. folkeskoleloven §42, stk. 2)
Bagved denne typiske struktur gemmer der sig forskellige praksisser som har stor betydning for om elevråd er til for en egentlig interessevaretagelse fra elevernes side eller om vægten ligger på indsocialisering i bestemte formel-demokratiske former, som ikke nødvendigvis giver eleverne indflydelse på det der betyder noget. Der i det hele taget kun lidt forskning som undersøger elevrådets pædagogiske værdi for demokratisk dannelse.

## Fælleselevråd
Fælleselevråd (enkelte steder også kaldet Elevsammenslutning, Elevorganisation eller StorElevråd) er betegnelsen for en sammenslutning af alle elevråd repræsenterende et givent uddannelsestrin i enten en bydel (kun i København), en kommune (eller flere kommuner), en region eller en landsdel. Tidligere var det også almindeligt, at et fælleselevråd kunne dække et amt.
Det første fælleselevråd, der blev dannet i Danmark, var Brøndby Elevsammenslutning (BES), der stiftedes d. 10. december 1967.
Typisk er fælleselevråd for skoleelever bygget op på basis af bydel, kommune eller flere kommuner, mens fælleselevråd for gymnasieelever typisk var bygget op på basis af amt, region eller landsdel. Fælleselevrådene på gymnasieområdet blev gradvist udfaset i det første årti af det 21. århundrede til fordel for arbejdet i DGS' regioner.
I 1998-1999 arbejde man i Sydslesvig for at oprette et fælleselevråd for elevrådene ved skolerne under Dansk Skoleforening for Sydslesvig. Organisatorisk var målet, at dette fælleselevråd skulle knyttes sammen med skoleforeningen, så fælleselevrådet derved fik direkte mulighed for "reel indflydelse på mange områder".
I 2012 udgav Danske Skoleelever som den første (så vidt vides) af de landsdækkende elevorganisationer en egentlig selvstændig håndbog i fælleselevrådsarbejde.

## Elevorganisationer
Elevrådene er i Danmark også repræsenteret på landsplan i forskellige elevorganisationer. Organisationerne arbejder for at sikre de bedst mulige forhold for eleverne, blandt andet ved at arbejde for bæredygtig økonomi på uddannelserne samt diverse reformer af uddannelsessystemet, vilkår for aflæggelse af eksamen, prøver, etc. Organisatorisk arbejder organisationerne med at udvikle elevrådsarbejdet og skabe rammer for flere elevrådsaktiviteter. For nærværende er elevrådene organiseret i følgende elevorganisationer: Danske Skoleelever, Danske Gymnasieelevers Sammenslutning, Landssammenslutningen af Handelsskoleelever og Erhvervsskolernes Elev-Organisation.

## Fodnoter
1. ↑  I 1929, d. 25. april, etableredes elevrådet på Den Farmaceutiske Læreanstalt i København. Navnet Elevraad anvendtes frem til 1942, hvor man antog navnet De Studerendes Raad i stedet.
2. ↑  I 1909 blev idéen og formålet med elevrådet beskrevet således: ".... lad os kalde det et Mellemled mellem Hr. Hartvig Møller og Eleverne. Dets Opgave er at overbringe Hr. Hartvig Møller mulige Klager eller Forslag fra Eleverne, notabene, naar Klagerne er velbegrundede og Forslagene gode; det vil imidlertid henstilles til Elevraadet at afgøre."[2] Siden udvikledes elevrådet og elevernes deltagelse i skolens liv og styrelse til en form for elevselvstyre (et af de få eksempler på dette i Danmark).[5]
3. ↑  Dette tidligt etablerede elevråd på en grundskole havde fra starten en formålsparagraf udformet af eleverne, der indledningsvis lød således: "At holde Ro og Orden paa Legepladsen, dog ikke i Kraft af slaaende Argumenter, men ved Hjælp af en vis kammeratelig Indflydelse og at varetage Elevernes Ønsker og fremstille disse for Lærerne samt at ordne eventuelle Indsamlinger."[9]
4. ↑  Af tidlige gymnasiastorganisationer var der f.eks. Dansk Gymnasiastforbund (DGF) i 1920'erne og 1930'erne (ophørte sin virksomhed i 1940), Frit Gymnasiastforbund (FGF) i 1940'erne & Danske Gymnasieelevers Fællesråd (DGF) fra 1955 til 1957.
5. ↑  Af de organisationer, der blev grundlagt i 1960'erne, kan bl.a. nævnes: Fællesrådet for Handelsskoleelever - FFH (1963), De Kursusstuderendes Landsråd (1964) [navnet ændret til Landssammenslutningen af Kursusstuderende i 1968], Fyns Elevråds Central - FEC (1965), Dansk Elevforenings Sammenslutning (1965), Danske Gymnasieelevråds Sammenslutning - DGS (1965), Storkøbenhavns Elevrådssammenslutning - SE (1965), Elevrådssammenslutningen for Vestjylland - EfV (1967), Århus Elevrådssammenslutning - ÅSE, Himmerlands Elevrådssammenslutning - HES og Landsorganisationen af Elever - LOE (1969). Kun et mindre antal af disse organisationer findes stadigvæk, men det organisationsarbejde, de var med til at grundlægge i 1960'erne, kan man med en del ret sige, har forskellige tråde af blivende værdi helt op til nutiden.
6. ↑  For en samlet kommenteret oversigt over love om elevdemokrati, se: Andersen, Robert Holst og Mette Hougaard Sørensen. 2013. Elevrådshåndbogen. [Danske Skoleelever]. (ss. 43-51)
7. ↑  For et studie i forskellige måder at lede og drive et elevråd på og de dermed forskellige typer og grader af engagement se f.eks.: Christiansen, Jens Peter og Stefan Ting Graf. 2005. "Fire fortællinger om elevrådspraksis". I Dorf, Hans (red.): Gennem demokrati til demokrati? - folkeskolen og folkestyret (også som: Unge Pædagoger nr. 4/5, september 2005; og: Unge Pædagogers serie nr. B80). Viborg. (ss. 63-70)